# Фремикур
Фремикур (фр. Frémicourt) — коммуна во Франции, входит в регион О-де-Франс, департамент Па-де-Кале, округ Аррас, кантон Бапом. 

## География
Расположена в 4 км по автодорогам к востоку-северо-востоку от города Бапом и в 25 км по автодорогам к юго-юго-востоку от Арраса.
Граничит с коммунами Банкур, Апленкур, Бёньи, Во-Врокур и Бёньятр.
Состоит из основной части застройки и отдельно стоящего дома к северо-западу, бывшего станционным домом ныне разобранной железной дороги.

## История
Впервые упоминается в 1156 году в форме Fremercort. Исторически был центром сеньории.
С 1793 по 1801 годы коммуна входила в состав кантона Рокиньи района Бапом департамента Па-де-Кале.
Затем коммуна входила в состав кантона Бапом округа Аррас.
По переписи 1861 года в коммуне проживал 531 человек в 121 домохозяйстве в 99 жилых домах (из них 3 необитаемых и 1 частично необитаемый), из которых 98 одноэтажных и 1 двухэтажный. По числу членов семей было 8 одиночек, 19 домохозяйств из двух членов, 19 — из трёх, 22 — из четырёх, 17 — из пяти членов, 10 — из шести, 26 — из семи и более членов. Все они были французами (2 человека прибыли из другого департамента) и католиками.
Из 275 мужчин был 161 холостой, 98 женатых и 16 вдовцов, из 256 женщин — 146 холостых, 96 замужних и 14 вдов.
По профессии было:
- в сельскохозяйственном секторе: 4 собственника, обрабатывающих свои земли, с 11 членами семьи и прислугой, 78 арендаторов с 65 членами семьи и прислугой и 15 подёнщиков с 21 членом семьи, а также 1 садовник и 1 цветовод с 1 членом семьи (всего 197 человек);
- в сфере промышленности и ремёсел: 80 работающих на двух текстильных фабриках со 177 членами семьи, 3 металлообработчика с 1 членом семьи, 7 столяров или плотников с 6 членами семьи, 2 кровельщика с 4 членами семьи, 2 швеи с 8 членами семьи, 1 прачка, 2 сапожника, 2 работника на транспорте с 5 членами семьи (всего 300 человек);
- люди свободных профессий: 2 работника образования с 4 членами семьи и 2 охранника с 3 членами семьи (всего 11 человек);
- клир: 1 священнослужитель с 1 прислугой (всего 2 человека);
- люди без профессии: 7 рантье с 2 прислуживающими, 1 пенсионер, 1 ребёнок в приюте и 6 нищих с 4 членами семьи (всего 21 человек).

По переписи 1866 года из скота в коммуне имелось 89 лошадей, 1 мул, 135 голов крупного рогатого скота, 202 овцы, 25 коз и 99 свиней, также было 58 ульев пчёл. В коммуне проживало 529 человек (262 мужчины, 267 женщин) в 118 домохозяйствах; из 116 жилых домов 5 были пустующими и 111 обитаемыми; 115 домов имели один этаж и 1 дом — два этажа.
| Мужчин | Возраст | Женщин |
| ------ | ------- | ------ |
| 1      | 80—84   | 1      |
| 3      | 75—79   | 4      |
| 4      | 70—74   | 5      |
| 9      | 65—69   | 4      |
| 10     | 60—64   | 5      |
| 9      | 55—59   | 8      |
| 12     | 50—54   | 11     |
| 20     | 45—49   | 22     |
| 19     | 40—44   | 20     |
| 13     | 35—39   | 18     |
| 16     | 30—34   | 14     |
| 13     | 25—29   | 10     |
| 17     | 20—24   | 27     |
| 29     | 15—19   | 28     |
| 27     | 10—14   | 25     |
| 36     | 5—9     | 29     |
| 24     | 0—4     | 36     |

По переписи 1891 года из 418 человек:
- в сельскохозяйственном секторе: 1 собственник, обрабатывающий свои земли, с 6 членами семьи и 2 слугами, 31 арендатор и 30 работников со 194 членами семьи и 8 слугами и 1 садовник с 1 членом семьи (всего 274 человека);
- в промышленности и ремёслах: 13 работников текстильного производства с 43 членами семьи, 1 работник по металлу с 4 членами семьи, 2 кожевника с 2 членами семьи, 2 работника по дереву с 3 членами семьи, 3 строителя зданий с 6 членами семьи, 1 швея с 1 членом семьи и 3 производителя продуктов питания с 9 членами семьи и 1 слугой (всего 94 человека);
- на транспорте: 1 железнодорожный служащий с 4 членами семьи (всего 5 человек);
- в торговле: 7 работников общепита с 14 членами семьи, 1 торговец продуктами питания с 1 членом семьи и 1 торговец различными товарами с 4 членами семьи (всего 28 человек);
- в силовых ведомствах: 1 охранник с 1 членом семьи (всего 2 человека);
- люди свободных профессий: 2 священнослужителя с 3 членами семьи и 1 работник образования с 1 членом семьи (всего 7 человек);
- люди, живущие на доходы от имущества: 3 собственника с 1 членом семьи и 1 слугой и 2 рантье с 1 членом семьи (всего 8 человек).

В Первую мировую войну коммуна была полностью разрушена, затем восстановлена.

## Достопримечательности и инфраструктура
- Католическая церковь святого Аманда, восстановленная после Первой мировой войны;
- Часовня;
- Памятник павшим;
- Мэрия и начальная школа — детский сад с 11 воспитанниками и 7 учениками[7][8];
- Кладбище.

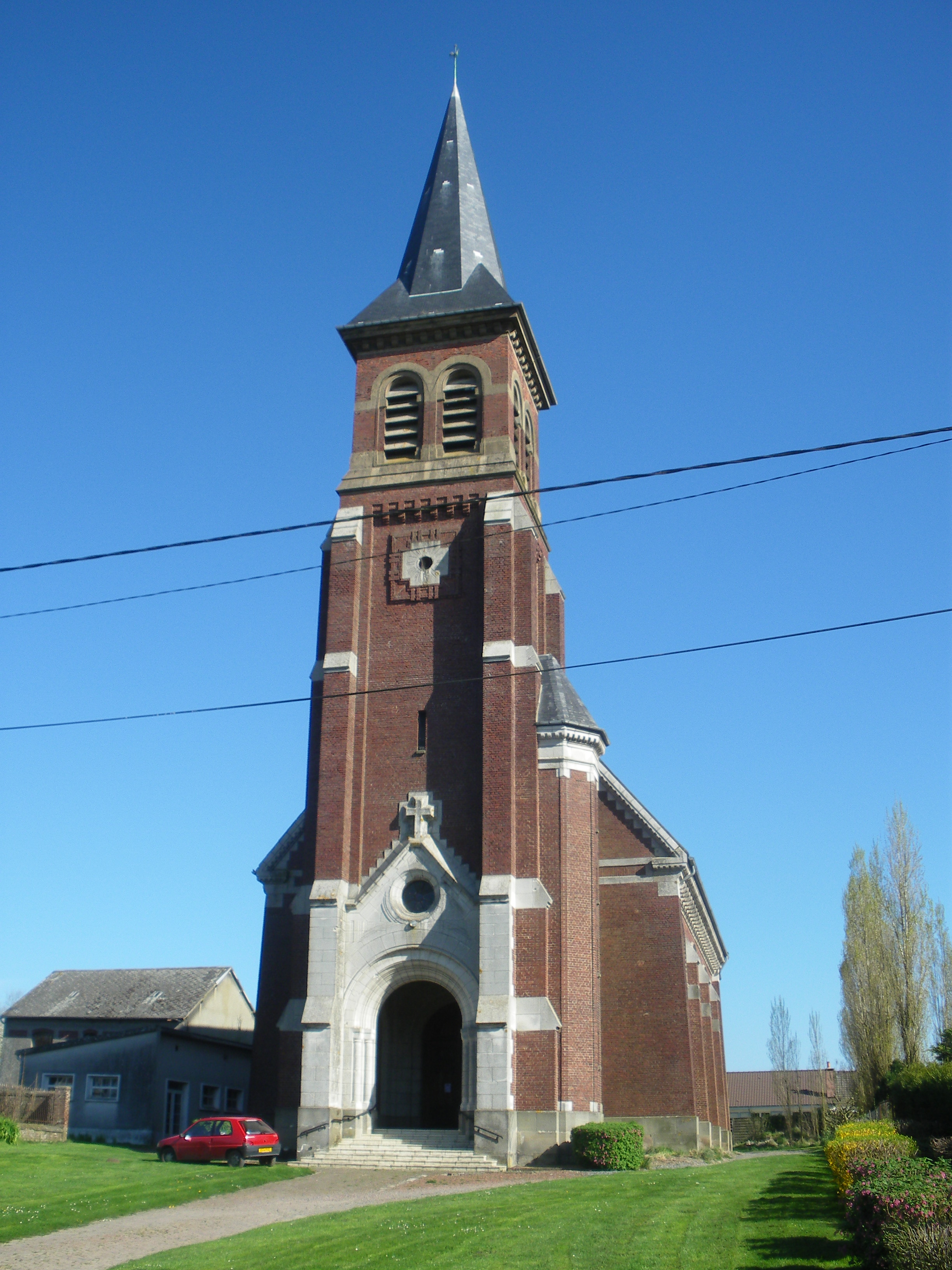
Церковь.
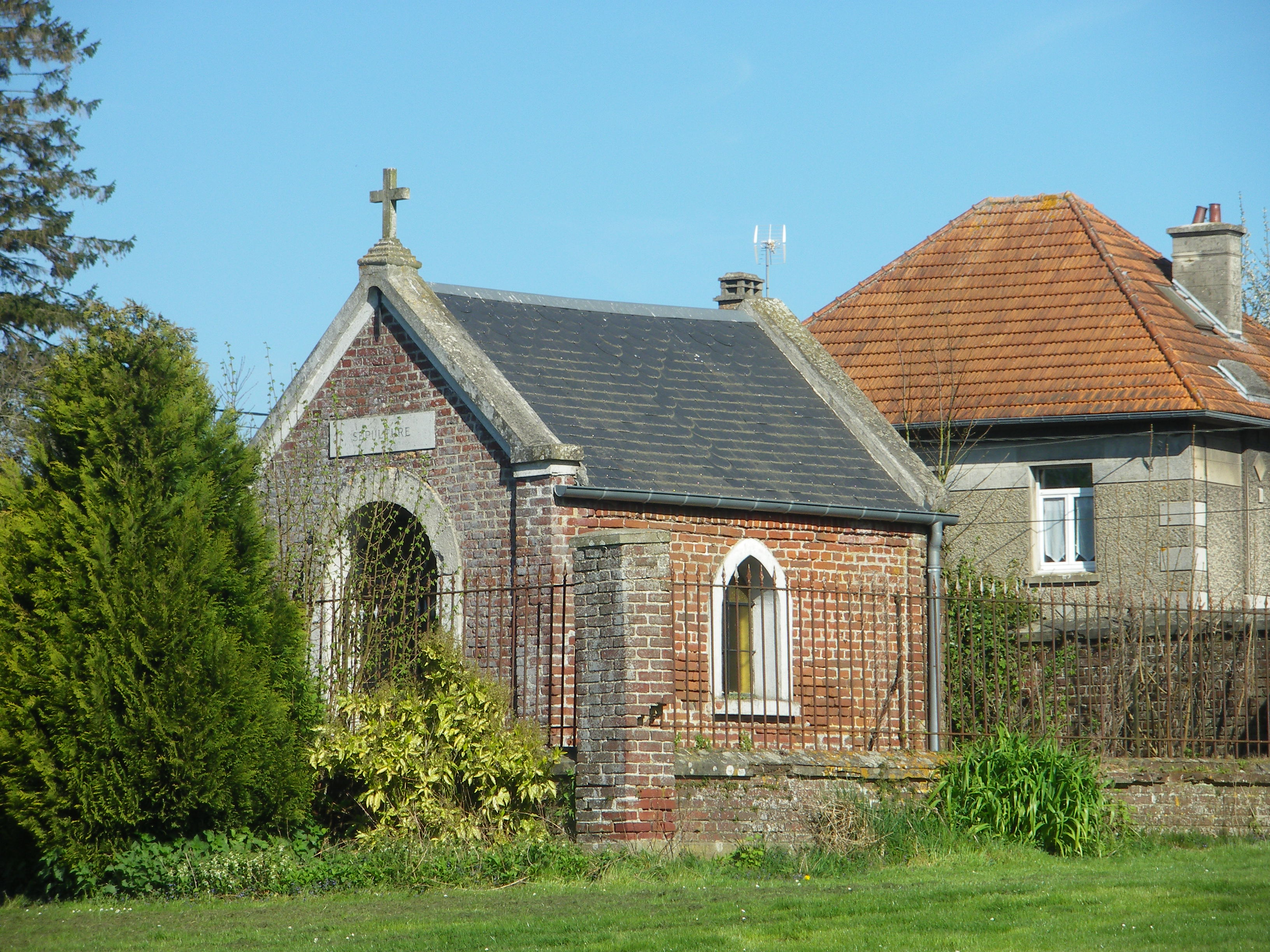
Часовня.
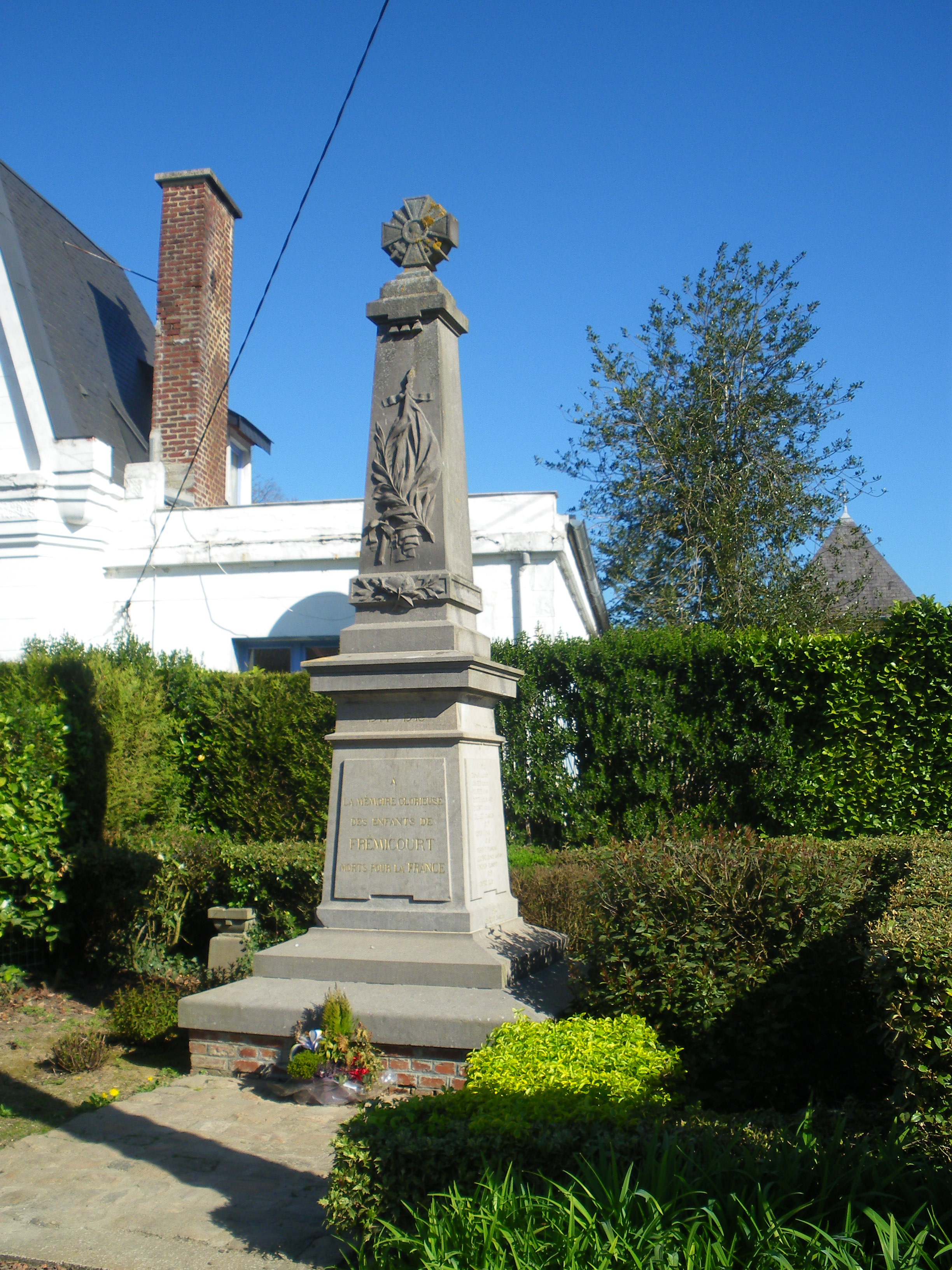
Памятник павшим.

## Экономика
Средний располагаемый доход на единицу потребления в 2021 году составлял 20760 евро. Уровень безработицы в 2016 году — 14,4 % (в 2011 году — 10,9 %). Из 167 жителей в возрасте от 15 до 64 лет — 64,1 % работающих, 10,8 % безработных, 6,6 % учащихся, 10,2 % пенсионеров и предпенсионеров и 8,4 % других неактивных.
Из 107 работающих 18 работали в своей коммуне, 89 — в другой. 80,4 % работающих добирались на работу на автомобиле, 10,3 % работали из дома.
Структура предприятий (всего 16) и рабочих мест (всего 58) в коммуне по состоянию на 31 декабря 2015 года:
- сельское хозяйство — 79,7 %
- промышленность — 1,4 %
- строительство — 2,7 %
- торговля, транспорт и сфера услуг — 8,1 %
  - в том числе торговля и ремонт автомобилей — 1,4 %
- государственные и муниципальные службы — 8,1 %

В этот период в сельском хозяйстве было одно относительно крупное предприятие с 48 наёмными работниками, два микропредприятия в сумме с 6 наёмными работниками и два учреждения без наёмных работников. В сфере услуг, торговли и транспорта имелось одно микропредприятие с 1 наёмным работником и 4 учреждения (из них одно — в сфере торговли и ремонта автомобилей) без наёмных работников. В сфере государственных и муниципальных служб было два учреждения в сумме с 3 наёмными работниками и одно учреждение без наёмных работников. Также имелось два учреждения без наёмных работников в строительстве и одно учреждение без наёмных работников в промышленности.
В 2016 году в коммуне работали 53 человека. По состоянию на конец 2021 года, кроме индивидуальных предпринимателей, имелось одно предприятие с 47 наёмными работниками и два микропредприятия в сумме с 5 наёмными работниками в сельском хозяйстве, три микропредприятия в сумме с 8 наёмными работниками в сфере услуг, торговли и транспорта (из них одно с 5 наёмными работниками — в сфере торговли и ремонта автомобилей), а также два учреждения с 5 наёмными работниками в сфере государственных и муниципальных служб. Крупнейшее предприятие в коммуне — SARL Descamps Production, занимающееся растениеводством (45 работников в 2014 году).

## Политика
Пост мэра с 1977 года занимает Даниэль Табари (Daniel Tabary, Союз за народное движение). В муниципальный совет входит 11 депутатов, включая мэра. В 2020 году они были выбраны в первом туре безальтернативно.

## Демография
| Год  | Численность | Численность |
| ---- | ----------- | ----------- |
| 1793 | 332         | [ 16 ]      |
| 1800 | 251         | [ 16 ]      |
| 1806 | 398         | [ 16 ]      |
| 1821 | 454         | [ 16 ]      |
| 1831 | 512         | [ 16 ]      |
| 1836 | 519         | [ 16 ]      |
| 1841 | 526         | [ 16 ]      |
| 1846 | 531         | [ 16 ]      |
| 1851 | 519         | [ 16 ]      |
| 1856 | 539         | [ 16 ]      |
| 1861 | 531         | [ 16 ]      |
| 1866 | 529         | [ 16 ]      |
| 1872 | 500         | [ 16 ]      |
| 1876 | 472         | [ 16 ]      |
| 1881 | 478         | [ 16 ]      |
| 1886 | 437         | [ 16 ]      |
| 1891 | 418         | [ 16 ]      |
| 1896 | 427         | [ 16 ]      |
| 1901 | 401         | [ 16 ]      |
| 1906 | 408         | [ 16 ]      |
| 1911 | 382         | [ 16 ]      |
| 1921 | 256         | [ 16 ]      |
| 1926 | 284         | [ 16 ]      |
| 1931 | 277         | [ 16 ]      |
| 1936 | 294         | [ 16 ]      |
| 1946 | 292         | [ 16 ]      |
| 1954 | 319         | [ 16 ]      |
| 1962 | 303         | [ 16 ]      |
| 1968 | 301         | [ 16 ]      |
| 1975 | 260         | [ 16 ]      |
| 1982 | 219         | [ 16 ]      |
| 1990 | 253         | [ 16 ]      |
| 1999 | 285         | [ 16 ]      |
| 2006 | 316         | [ 17 ]      |
| 2007 | 312         | [ 18 ]      |
| 2008 | 312         | [ 19 ]      |
| 2009 | 299         | [ 20 ]      |
| 2010 | 286         | [ 21 ]      |
| 2011 | 273         | [ 22 ]      |
| 2012 | 265         | [ 23 ]      |
| 2013 | 257         |             |
| 2014 | 254         | [ 24 ]      |
| 2015 | 251         | [ 25 ]      |
| 2016 | 254         | [ 26 ]      |
| 2017 | 244         | [ 27 ]      |
| 2018 | 240         | [ 28 ]      |
| 2019 | 236         | [ 29 ]      |
| 2020 | 237         | [ 30 ]      |
| 2021 | 238         | [ 31 ]      |
| 2022 | 239         | [ 32 ]      |

По переписи 2016 года в коммуне проживало 248 человек (117 мужчин и 131 женщина), 44,2 % из 206 человек в возрасте от 15 лет состояли в браке.
| Мужчин | Возраст | Женщин |
| ------ | ------- | ------ |
| 1      | 90+     | 1      |
| 9      | 75—89   | 13     |
| 18     | 60—74   | 19     |
| 30     | 45—59   | 33     |
| 22     | 30—44   | 21     |
| 14     | 15—29   | 25     |
| 23     | 0—14    | 19     |

С 2011 по 2016 год средняя ежегодная убыль населения составляла 1,9 % (естественная убыль — 0,1 %, миграционная убыль — 1,8 %). Средний уровень рождаемости составлял 9,1 ‰, а уровень смертности — 9,9 ‰.
В коммуне было 107 частных домов и 13 квартир, из них 111 основных (первых) жилых помещений и 9 пустующих. На каждое основное жилое помещение приходилось в среднем 2,2 человека. Из 111 первых жилищ 72 находились в собственности, 39 арендовались (в том числе 17 как HLM).
Из первых жилищ большая часть (70) была построена между 1919 и 1945 годами, 7 — между 1946 и 1970 годами, 19 — между 1971 и 1990 годами, 12 — между 1991 и 2005 годами и лишь 3 — после 2005 года. Среднее количество комнат в первых жилищах — 4,7. 92 первых жилища имели отопление, в том числе 34 — электрическое.
Из 111 домохозяйств 103 имели автомобили, в том числе 56 — один автомобиль, 47 — два или более автомобиля.
Количество учащихся составляло 50 человек. Из 191 закончившего обучение 29,8 % не имели образования или окончили начальную школу или коллеж, 30,4 % имели среднее или среднее профессиональное образование, 18,3 % окончили лицей и 21,5 % имели высшее или неоконченное высшее образование.